# لفکارا
لفکارا (به لاتین: Lefkara) یک روستا در قبرس است که در ناحیه لارناکا واقع شده‌است.

## خصوصیات
لفکارا ۱٬۱۰۰ نفر جمعیت دارد و ۵۰۰ متر بالاتر از سطح دریا واقع شده‌است.

## خواهرخوانده
شهرهای Rafina و کولتورتو خواهرخوانده‌های لفکارا هستند.